# 富士山頂 (小説)
『富士山頂』（ふじさんちょう）は、新田次郎原作の日本の小説、およびそれを元に製作・公開された1970年の日本映画。石原裕次郎が主演、製作し劇場公開。

## 概要
富士山頂の富士山測候所に台風観測のための巨大レーダーを建設する様子を描いたもの。作者の新田は、気象庁課長として実際にそこの建設に携わっていた。小説では建設の様子だけでなく、建設に至るまでの旧・大蔵省における予算の復活折衝の様子や大手電機メーカー各社による激しい入札争い・政治家や政府高官を使った圧力など、気象庁職員だった作者の経験に基づくエピソードや、富士山の馬方や強力が合同して富士山頂までブルドーザーを使った輸送方法を開発する様子が描かれ、建設が始まってからも3700メートルを越える高所で高山病に苦しみながら働く建設会社の現場監督や労働者たちの様子や、ヘリコプターの能力を超えた危険なドーム輸送に立ち向かうヘリコプター会社の人々とパイロットなどが描かれている。
また、この小説を元に石原プロモーションが映画を製作、1970年2月に日活配給、東宝と日活の共同興行で封切られた。

## 映画
上述の小説を原作・原案としつつ、大型台風による被害を軽減するために観測レーダーを富士山頂に建設すべく奮闘する男たちの物語を映画化した作品。1970年2月、東宝系で封切。
『黒部の太陽』、『栄光への5000キロ』と並ぶ作品とされる。
製作者の一人であり主人公を演じた石原裕次郎の「映画は大スクリーンで見るもの」という意向から、本作は長年に渡りビデオソフト化もDVD化もされていなかった。その後、石原裕次郎23回忌法要特別番組の一環として2009年7月4日、テレビ朝日系列（ただし一部系列局除く）にて放送された。
　

### キャスト
- 梅原悟郎：石原裕次郎
- 加田雄平：渡哲也
- 馬方：田中邦衛
- 葛木章一(新田次郎)：芦田伸介
- 辰吉：佐藤允
- 岡田：中谷一郎
- 川西：本郷淳
- 茂子：市原悦子
- 美津子：星由里子
- 中林：山内明
- 加納専務：東野英治郎
- 寺崎：金井進二
- 荒木：古谷一行
- 伊佐山長官：清水将夫
- 大蔵省主計官：神山繁
- 初老の男（官吏）：信欽三
- 植松：玉川伊佐男
- 山中：加藤武
- 大田：小瀬格
- 榎木兵衛
- 伊石昇：山﨑努
- 大工の棟梁：今福正雄
- 若い男：樋浦勉
- ヘリパイロット：酒井修
- 管野：武藤章生
- 作業員：藤山浩一
- 内村（会計課長）：鈴木瑞穂
- 富士山測候所員：浜田光夫
- 富士山測候所員・富沢：露口茂
- 村岡部長：宇野重吉
- 村上朝吉：勝新太郎

### スタッフ
- 制作：石原裕次郎、二橋進悟、久保圭之介
- 協力：三菱電機株式会社、三菱重工業株式会社、大成建設株式会社、朝日ヘリコプター株式会社、気象庁
- 監督：村野鐵太郎
- 脚本：国弘威雄
- 撮影：金宇満司
- 照明：椎葉昇
- 録音：紅谷愃一
- 美術：横尾嘉艮
- 編集：渡辺士郎
- 助監督：近藤治夫
- 宣伝：株式会社日本芸能企画
- 現像：東洋現像所
- 制作担当：杠洋之輔
- 音楽：黛敏郎、肥後一郎
- エグゼクティブプロデューサー：小林正彦
- 配給：日活
- 製作：石原プロモーション

### 併映
- 『続社長学ABC』: 松林宗恵監督